# Karel Kania
Karel Kania (4. května 1923 – 27. června 1981 Ostrava) byl český fotograf, člen amatérského Fotoklubu Vítkovice, který byl aktivní především v 50. až 70. letech 20. století. Ve své tvorbě se zaměřoval na dokumentární fotografie zachycující životy Ostraváků v duchu poezie všedního dne, snímky s pracovní tematikou z prostředí Vítkovických železáren a surrealistické fotografie.
Celý svůj život pracoval ve Vítkovických železárnách, z toho v letech 1945–1950 na pozici fotografa v propagačním ateliéru. Proto je velká část jeho tvorby věnována dokumentární fotografii z hutnického prostředí. Na těchto snímcích zachycuje především lidi, kteří zde pracovali, ale také krajinu, do které jsou Vítkovické železárny vsazeny. Toto prostředí mu bylo velice blízké, dobře ho znal, což bylo jeho výhodou.

## Život a dílo
Vystudoval Vyšší průmyslovou školu strojnickou v Ostravě-Vítkovicích, kterou kolem roku 1941 zakončil maturitní zkouškou. Už během studia na této škole se stal členem Klubu českých fotografů amatérů. V době okupace v roce 1939 byla činnost fotoklubu zastavena a tak se k aktivnímu působení ve fotoklubech vrátil až v roce 1947, kdy byl ustaven Fotoklub Krajské odborové rady a záhy po něm v roce 1948 vznikl i Fotoklub Vítkovických železáren, kde patřil mezi zakládající členy. Později byl také předsedou Oblastního fotoklubu – Svazu českých fotografů Ostrava. Ve fotoklubech byl velice aktivní, zapojoval se do téměř všech soutěží a okruhů, kterých se fotokluby účastnily a na které následně navazovaly výstavy umístěných fotografií a také míval v těchto fotoklubech přednášky pro ostatní členy. Během svého života absolvoval také spousty profesních školení a seminářů. Hned po dokončení studia šel pracovat do Vítkovických železáren, kde na různých pozicích pracoval po celý svůj život. Od roku 1945 do roku 1950 pracoval na pozici fotografa v propagačním ateliéru. Zde vytvářel společně s kolegy různé prospekty, letáky a propagační brožury. Jeho vzdělání, ale bylo technické a v té době bylo kvalifikovaných techniků velmi málo, proto byl přeřazen do výroby jako technický úředník. Fotografii se ale věnoval nadále jako amatérský fotograf „… troufám si tvrdit, že být amatérem a mít možnost výběru námětu, zpracování, prostě fotografovat co chci, je mnohem lepší.“
Část jeho volné tvorby lze zařadit do proudu poezie všedního dne. Jedná se o dokumentární fotografie ostravských ulic z let 1940 až 1970, na kterých autenticky zachycuje všední životy běžných Ostraváků – lidi pospíchající ostravskými ulicemi, nebo jen tak odpočívající v parku na lavičce, maminka na procházce s kočárkem, muž koukající do výlohy obchodního domu. Těmito fotografiemi se také nejčastěji prezentoval na svých autorských výstavách.
Někdy bývá také řazen mezi autory socialistického realismu a to zejména díky své tvorbě, kterou dělal pro Vítkovické železárny Klementa Gottwalda v době, kdy pracoval v propagaci, ale i později, kdy se podílel na tvorbě propagačních kalendářů a brožur Vítkovických železáren Klementa Gottwalda. V tomto směru jsou známé především jeho fotografie Vrtání skály, Z válcovny trub z roku 1951 a Svazačky zdraví první máj z roku 1953. V 50. letech 20. století musel fotografovat různé stranické delegace a různé zajímavé a důležité události odehrávající se v Ostravě.
Poslední část tvorby, které se věnoval především na sklonku svého života je řazena do surrealismu neboli českého informelu. Zde se jedná o výrazně výtvarnou fotografii, kde na snímcích zachycuje různá nalezená zátiší, struktury popraskaných omítek a chodníků. Na neutrálním pozadí fotografoval nalezené kusy dřeva – samorosty. Druhou část jeho surrealistické tvorby pak tvoří dvojexpozice – nejčastěji spojení portrétu s určitou strukturou, které zhotovoval až v fotokomoře při zvětšování fotografií.

## Výstavy a publikace

### Výstavy
- 1959 – samostatná výstava – Dům umění v Ostravě (fotografie všedního života ostravských ulic)
- 1960 – samostatná výstava v prodejně knih na Leninově třídě v Porubě
- 1962 – samostatná výstava fotografií v Porubě
- 1964 – samostatná výstava fotografií, Bílovec
- 1964 – Dům Kultury VŽKG
- 1965 – výstava fotografií Karel Kania, Viktor Kolář a Stanislav Sedláček v Muzeu Revolučních Bojů
- 1966, 1968 – samostatná výstava fotografií ve výstavní síni Fotochemy v Ostravě
- 1970 – společná výstava fotografií se Stanislavem Sedláčkem ve výstavní síni Fotochemy v Ostravě
- 1972 – samostatná výstava fotografií z Ostravské operace z osvobození Ostravy v Divadle Jiřího Myrona v Ostravě
- 1977 – 3 fotografie na výstavě fotografií členů fotoklubu Vítkovice při celostátní konferenci „KOVO“ v Praze
- 1977 – poslední samostatná výstava ve výstavní síni Fotochemy v Ostravě
- 1989 – společná výstava – Česká amatérská fotografie 1945-1989, Bruselský pavilon, Praha (zdroj abART)
- 2005 – společná výstava – Česká fotografie 20. století, Uměleckoprůmyslové museum, Praha (zdroj abART)
- 2017 – samostatná retrospektivní výstava fotografií v Galerii Opera v Divadle Jiřího Myrona v Ostravě

V rámci mezinárodních soutěží byly jeho fotografie vystavovány ve světě – v Austrálii, Pákistánu, Rumunsku, Portugalsku, Jugoslávii, Německu, Maďarsku, Jižní Africe a v Anglii.
Společné výstavy s fotoklubem Vítkovických železáren např.: Zlatý svícen, Sudkův okruh, Mapové okruhy a Fotosalóny

### Publikace
- 120 let VŽKG (1948)
- Vysoké pece, koksovna, aglomerace, vanadovna, údržba VŽKG (spoluautor)
- Augustin Hanzel – monografie
- Ostravsko ve fotografii – (částečně) (195Galeri8) (spoluautor)
- Salichová – Stařenčina loktuše (spol.)